# En eventyrlig Nat
En eventyrlig Nat (originaltitel Her Night of Romance) er en amerikansk stumfilm fra 1924 af Sidney Franklin.

## Medvirkende
- Constance Talmadge som Dorothy Adams
- Ronald Colman som Paul Menford
- Jean Hersholt som Joe Diamond
- Albert Gran som Samuel C. Adams
- Robert Rendel som George
- Sidney Bracey
- Joseph J. Dowling som Gregg
- Templar Saxe som Dr. Wellington
- Eric Mayne som Dr. Scott